# Supercopa Ibérica femenina de balonmano
La Supercopa Ibérica de balonmano es un torneo organizado por la Federación Española de Balonmano y la Federación Portuguesa de Balonmano donde compiten los campeones y subcampeones de las respectivas ligas nacionales (Liga Guerreras Iberdrola y Liga 1 Andebol).
Sustituye a la competición local Supercopa de España de balonmano, que deja de celebrarse tras la temporada 2022-2023.

## Historial
Creada en el año 2023, su primera edición se celebró en San Sebastián y se enmarca dentro de la cooperación entre las dos federaciones de cara al Europeo del 2028. Esta previsto que vaya alternando anualmente sus sedes entre los dos países y, en su segunda edición, es la localidad portuguesa de Oporto la que acoge la competición.
Con dos competiciones es el Balonmano Bera Bera español el que levantó el título las dos veces.
| Edición | Campeón               | Resultado | Subcampeón              | Tercero         | Resultado | Cuarto          | Sede final    |
| ------- | --------------------- | --------- | ----------------------- | --------------- | --------- | --------------- | ------------- |
| 2023    | Super Amara Bera Bera | 32-31     | Costa del Sol Málaga    | Sporting CP     | 40-38     | Madeira Andebol | San Sebastián |
| 2024    | Super Amara Bera Bera | 29-19     | atticgo balonmano Elche | Madeira Andebol | 31-30     | Sporting CP     | Maia          |

## Palmarés
| Equipo                                       | Títulos | Subcamp. | Finales | Años campeonatos |
| -------------------------------------------- | ------- | -------- | ------- | ---------------- |
| Balonmano Bera Bera                          | 2       | 0        | 2       | 2023, 2024       |
| Club Balonmano Femenino Málaga Costa del Sol | 0       | 1        | 1       |                  |
| Club Balonmano Elche                         | 0       | 1        | 1       |                  |